# Хюэ
Хюэ (вьет. Huế, тьы-ном 化) — город центрального подчинения в центральной части Вьетнама. На севере граничит с провинцией Куангчи, на юге — с провинциями Куангнам и Дананг, на западе — с Лаосом, с востока омывается водами Южно-Китайского моря.

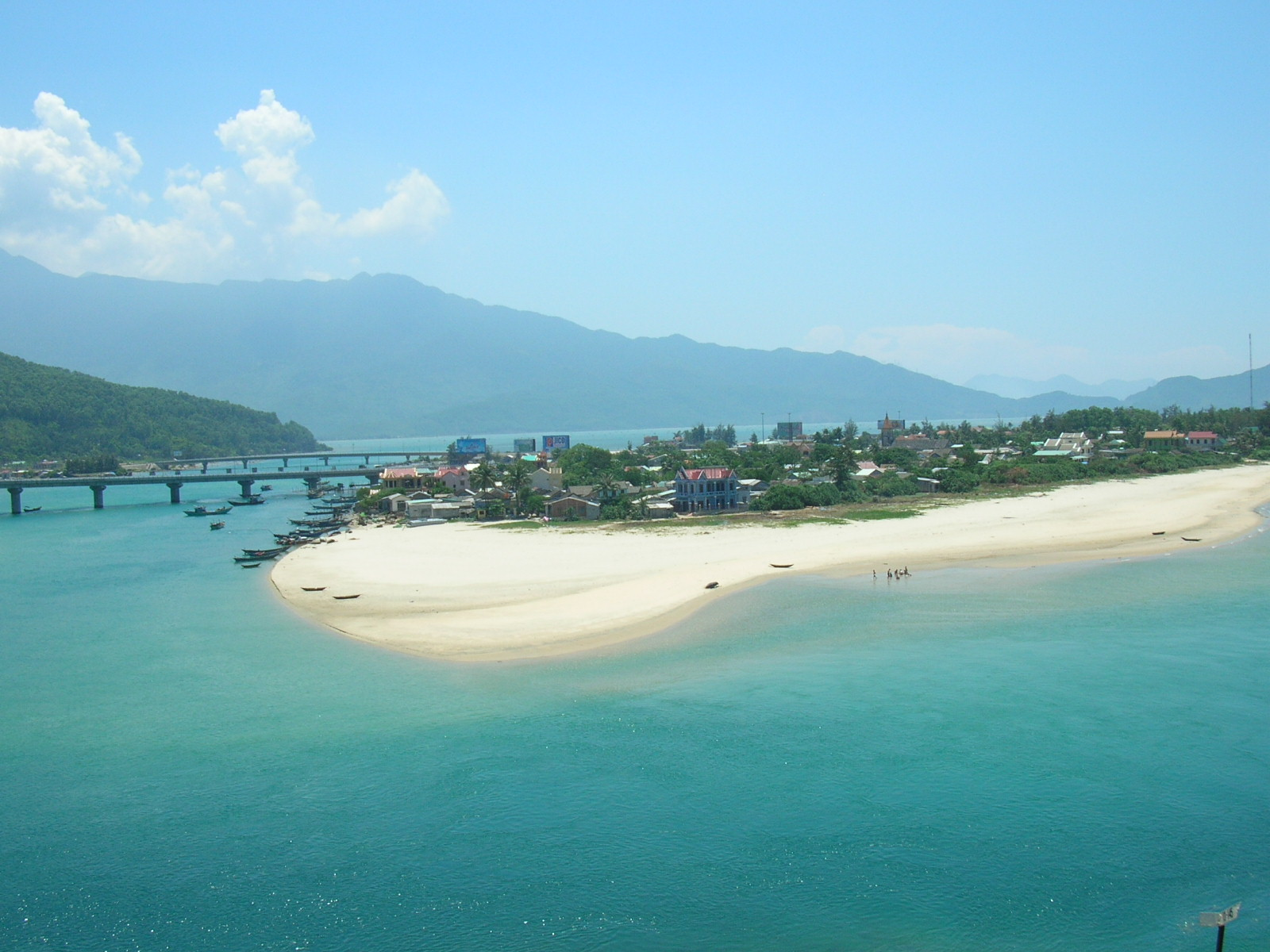
Пляж Лангко в уезде Фулок находится близ границы с Данангом

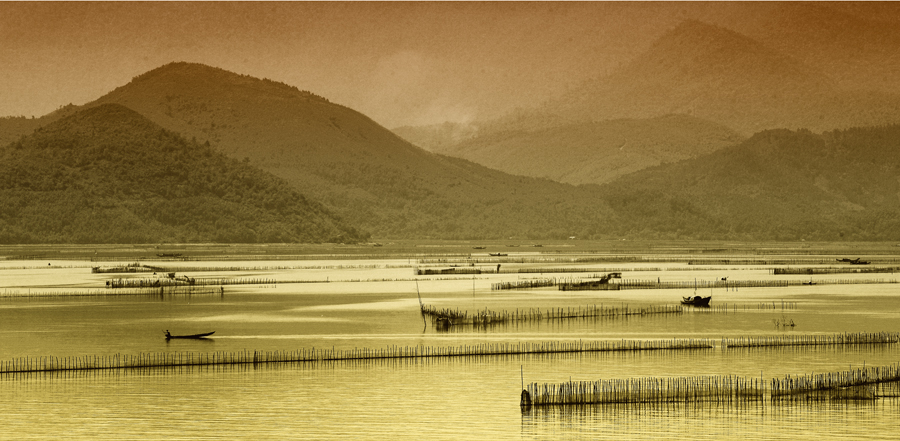
Лагуна Тамзянг (Phá Tam Giang), уезд Куангдьен

В 2024 году Национальное собрание Вьетнама проголосовало и приняло резолюцию о создании города Хюэ в качестве муниципалитета прямого управления на основе всей провинции Тхыатхьен-Хюэ. В то же время бывший провинциальный город Хюэ был разделен на два новых района: округ Фусуан и округ Тхуанхоа. Муниципалитет Хюэ официально начал функционировать в 2025 году.

## География
Морская береговая линия имеет длину около 128 км, суммарная площадь лагун доходит до 22 000 га. На юго-востоке провинции находится национальный парк Батьма. От Лаоса провинцию отделяют горы Чыонгшон.

## Население
Население на 2019 год составляет 1 128 620 человек, из них вьеты — 95,1 %, таой — 3,1 % (35 тыс.), кату — 1,5 % (16,7 тыс.), бру — 0,1 % (1,4 тыс.).
| 2009      | 2019      | 2022      |
| --------- | --------- | --------- |
| 1 087 579 | 1 128 620 | 1 160 220 |

## Административное деление
В 1970-х годах провинция называлась Биньчитхьен и включала территории нынешних провинций Тхыатхьен-Хюэ и Куангчи. Затем их разделили.
Ныне административно Хюэ подразделяется на:
- округ Фусуан
- округ Тхуанхоа
- административная единица первого порядка Хыонгтхюи (Hương Thủy)[8]
- административная единица первого порядка Хыонгча (Hương Trà, с 2011 г.)

и шесть уездов:
- административная единица первого порядка Фонгдьен (Phong Điền)
- Алыой[10] (A Lưới)
- Фулок (Phú Lộc)
- Фуванг (Phú Vang)
- Куангдьен (Quảng Điền)

## Экономика
Провинция Тхыатхьен-Хюэ славится своими живописными видами природы на западе и пляжами на востоке. Основа экономики — туризм, выращивание риса и рыбная промышленность. Международный аэропорт Фубай близ Хюэ. Через провинцию проходит федеральная автотрасса A1 и железная дорога. Два морских порта: Тхуанан (Thuận An) и Тянмай.